# Solenopsis gallica
Solenopsis gallica är en myrart som beskrevs av Santschi 1934. Solenopsis gallica ingår i släktet eldmyror, och familjen myror. Inga underarter finns listade i Catalogue of Life.